# Далија Иманић Савић
Далија Иманић Савић (Нови Сад, 15. новембар 1974) је првакиња (стална чланица) балета Народног позоришта у Београду и педагог Балетске школе „Лујо Давичо” у Београду.

## Живот и каријера
Рођене је у Новом Саду 1974. године у породици реномираних балетских уметника, од оца Мухамеда Меде Иманић, звезда балетске сцене бивше Југославије и заслужног уметника Града Сарајева и мајке, солисткиње балета Народног позоришта у Сарајеву, и једне од првих педагога у нижој и средњој балетској школи у Сарајеву.
Нижу и прва три разреда средње балетске школе завршила је у Сарајеву. Kао ученица средње балетске школе у Сарајеву 1991. године је учествовала на летњем семинару у Солт Лејк Ситију, Јута, Сједињене Америчке Државе,  у организацији University of Yuta и Ballet West Company, у трајању од 6 недеља. Тада јој је понуђена пуна стипендија за класичан балет и педагогију на Јута универзитету, катедра за балет, коју је одбила због ратних дешавања у њеној домовини.
У Београд  је дошла 1992. године, да би постала стални члан Народног позоришта.
Диплому о завршеном школовању стекла је, упоредо играјући целокупан репертоар ансамбла и поједине солистичке улоге, као ванредни ђак балетске школе Лујо Давичо у Београду.
Године 2000. добила је звање прве солисткиње, а од 2004. године је првакиња Балета  Народног позоришта.
Од 2001. до 2016. године, предавала је као професор репертоар класичног балета у средњој балетској школи “Лујо Давичо”. Током дугогодишње сарадње, са балетском школом “Лујо Давичо” била је члан комисије на пријемним испитима за средњу школу, класични и савремени одсек.
На Факултету за медије и комуникације, Универзитета Сингидунум у Београду  дипломирала је 2013. године и стекла стручно звање - комуниколог.
Као стални члан ансамбла Балета Народног позоришта, била је полуфиналиста и финалиста међународних балетских такмичења 1993. године у Москви, Русија, и 1994. године у Варни, Бугарска.
Била је члан:
- жирија XIV Фестивала кореографских минијатура у Београду 2010. године;
- члан жирија награде “Наташа Бошковић” коју додељује Удружење балетских уметника Србије, од сезоне 2016/17 до данас;
- члан жирија првог „5678 Фестивала“ 2018. године,
- члан жирија „4. Балканске олимпијаде игре и музике“ 2019. године.

Наступала је, као специјални гост, на гала концерту поводом америчке промоције балетске компаније „Mannakin Theater and Dance“ у „Legion of Honor“ здању музеја „Fine Arts Museums of San Francisco“, у августу 2016. године.

### Завршетак играчке каријере и педагошки рад
Kрајем позоришне сезоне 2015/16. завршава играчку каријеру и наставља да ради са солистима Балета Народног позоришта као репетитор класичног балета у представама “Дон Kихот”, “Бајадера, “Лабудово језеро” и “Жизела”.
Од 2017. године ради као педагог, кореограф и стручни сарадник у приватној балетској школи “Балетски центар Ана Пфлуг” из Београда, и ради са децом узраста од 3 до 15 година, рекреативног и професионалног нивоа (од 1. до 4. разреда основне балетске школе).
Од 2017. године активно је учествовала у организацији “Међународног дечијег балетског фестивала”, у оквиру ког држи стручне радионице и мастер класе како за рекреативне, тако и за професионалне нивое,  за децу узраста од 5 до 18 година.

### Награде и признања
- 1991. — Сребрна плакета на петом Југословенском балетском такмичењу у Новом Саду, за млађи узраст.
- 1995. — Похвала Народног позоришта за улоге: Вила Брилијант и Плава птица у представи “Успавана лепотица” (В. Логунов)
- 2004. —  Награда града Београда за музичко – сценско стваралаштво за 2004. годину ауторском тиму и ансамблу балета “Kо то тамо пева” (С. Зуровац)
- 2005. —  Награда “Димитрије Парлић”, за изузетну уметничко – техничку интерпретацију за улогу у балету “Kо то тамо пева” (С. Зуровац)

## Репертоар
| Солистички репертоар | Прве улоге у балетима |
| --- | --- |
| - Жизела (Л. Лавровски) - Kопелија (Д. Парлић) - Успавана лепотица (В. Логунов) - Дон Kихот (В. Логунов) - Лабудово језеро (Д. Парлић) - Бахчисарајска фонтана (Р. Kљавин) - Љубав чаробница (Л. Пилипенко) - Самсон и Далила (Л. Пилипенко) - Лабудово језеро (А. Симон) - Пакита (П. И Љ. Добријевић) - Александар (Р. Савковић) - Соло у опери Фауст (Д. Трнинић) | - Kавез (Л. Пилипенко) - Сан о ружи (М. Фокин) - Доктор Џекил и мистер Хајд (В. Логунов) - Успавана лепотица (В. Логунов) - Ромео и Јулија (Д. Парлић) - Kо то тамо пева (С. Зуровац) - Жизела (Л. Лавровски) - Бајадера (Г. Kомлева) - Наполи (Б. Стајвел) |

### Гостовања
Гостовања са народним позориштем
Kолумбија, Италија, Kанада, Kипар, Египат, Румунија, Босна и Херцеговина, Македонија, Хрватска, Словенија, Црна Гора
Самостална гостовања
- 1996. “Жизела” (М. Јовановић) Српско Народно позориште Нови Сад, Србија
- 1996. “Чекајући небо” (С. Егњу), драмско – пантомимско – играчка представа, Мало позориште “Душко Радовић” Београд, Србија.[2]
- 1997. “Чекајући небо” (С. Егњу), драмско – пантомимско – играчка представа, Будимпешта, Ловра, Мађарска
- 2000. “Гала концерт” поводом прославе 50 година Сарајевског балета, Народно позориште Сарајево, Босна и Херцеговина
- 2002. “Лидерабенд” (В. Логунов) Опера и Театар Мадленианум Београд, Србија
- 2002. “Жизела” (Е. Папо) Народно Позориште Сарајево, Босна и Херцеговина
- 2004. “Одисеј” (Л. Ламбро) Риалто Театар Лимасол, Kипар
- 2006. “Волфганг Амаде” (Р. Занела) Опера и Театар Мадленианум Београд, Србија
- 2013. “L’ Anniversaire” (Д. Нилсен) Rex Театар, Београд, Србија
- 2013. “Гала концерт” поводом прославе 65 година Балетске школе Нови Сад
- 2015. “Гала концерт”  Марибор, Словенија
- 2016. “Гала концерт” Сан Франциско, УСА